# 막돼먹은 영애씨 6
《막돼먹은 영애씨 6》은 tvN에서 2009년 10월 16일부터 2010년 2월 26일까지 방영했으며, 《막돼먹은 영애씨》 시리즈 중 여섯 번째 드라마다.

## 소개
일은 얻었지만 사랑은 얻지 못한 그녀의 외로운 고군분투 이야기

## 등장 인물

### 영애네 사무실
- 김현숙 : 이영애(32세) 역 - 그린기획 광고4팀 디자이너 대리
- 유형관 : 유형관 역 - 그린기획 광고4팀 팀장
- 윤서현 : 윤서현(36세) 역 - 그린기획 광고4팀 영업과장
- 정지순 : 정지순(34세 역 - 그린기획 광고4팀 영업사원
- 임서연 : 변지원(32세) 역 - 그린기획 광고4팀 계약직 경리
- 김산호 : 김산호(32세) 역 - 그린기획 광고4팀 디자이너
- 손성윤 : 손성윤 역 - 그린기획 광고4팀 장기 인턴
- 김은실[1] 역 - 윤서현의 전부인

### 영애네 가족
- 송민형 : 이귀현(61세) 역 - 아버지
- 김정하 : 김정아(56세) 역 - 어머니
- 고세원 : 김혁규 역 - 이영채의 남편
- 김현정 : 이영민(21세) 역 - 동생, 수험생
- 이용주 : 이용주 역 - 김혁규의 친구, 취업준비생

### 그 외
- 이형석 : 이형석 역 - 그린기획 광고1팀
- 정은지 : 리영복 역 - 정지순의 여자친구, 조선족이며 불법 체류 혐의로 충방당함.
- 유민상 : 유민상 역 - 윤서현의 친구, 이영애의 잠깐 만난 상대
- 이해영 : 장동건 역
- 최원준 : 최원준 역
- 손영순 : 윤서현의 어머니 역
- 정민결 : 불량여고생 역

### 특별 출연
- 에이미 : 에이미 역 - 김산호의 잠깐 만난 상대, 연예인
- 심신 : 본인 역
- 박소현 : 유민상의 누나 역

## 회차별 부제
| 2009년 | 2009년    | 2009년                                  |
| 회차   | 방송일자  | 부제                                    |
| ------ | --------- | --------------------------------------- |
| 제1회  | 10월 16일 | 나 대리 된 여자야                       |
| 제2회  | 10월 23일 | 2009 뽕                                 |
| 제3회  | 10월 30일 | 우리 결투했어요                         |
| 제4회  | 11월 6일  | 차사고 차이고 차마 못 보겠고            |
| 제5회  | 11월 13일 | 가끔은 조용한 응원을                    |
| 제6회  | 11월 20일 | 우리는 누구나 외로움을 안은 채 살아간다 |
| 제7회  | 11월 27일 | 패밀리가 떴다규                         |
| 제8회  | 12월 4일  | 주먹을 부르는 친구                      |
| 제9회  | 12월 11일 | 울면 안돼, 어른이잖아                   |
| 제10회 | 12월 18일 | 덩어리 맨가슴                           |
| 제11회 | 12월 25일 | 솔로천국 커플지옥                       |
| 2010년 |           |                                         |
| 제12회 | 1월 1일   | 해프닝 뉴이어                           |
| 제13회 | 1월 8일   | 산호 마음에는 영애가 사노?              |
| 제14회 | 1월 15일  | 힘 겨울이야기                           |
| 제15회 | 1월 22일  | 영애 인생에 보일러 좀 놔줘야겠어요      |
| 제16회 | 1월 29일  | 너는 시집가고 나는 집에 가고            |
| 제17회 | 2월 5일   | 둘이 합쳐 0.2톤?!                       |
| 제18회 | 2월 12일  | 까칠 까칠 설날                          |
| 제19회 | 2월 19일  | 키스의 좋은 예, 키스의 나쁜 예          |
| 제20회 | 2월 26일  | 사랑은 연봉처럼 협상이 안된다.          |